# Coleodactylus septentrionalis
Coleodactylus septentrionalis — вид геконоподібних ящірок родини Sphaerodactylidae. Мешкає в Південній Америці.

## Поширення і екологія
Coleodactylus septentrionalis мешкають у Венесуелі, де зафіксовані в штатах Ансоатегі, Монагас і Дельта-Амакуро, в Гаяні, зокрема в передгір'ях масиву Пакарайма, в окрузі Ніккері на північному заході Суринаму та в бразильському штаті Рорайма. Вони живуть в сухій лісовій підстилці у саваноподібних лісах. Ведуть денний, наземний спосіб життя. Живляться безхребетними.